# День вулкана
День вулкана — ежегодный праздник, проходящий в Петропавловске-Камчатском

## История
Праздник возник на Камчатке в 2000-м году с массового восхождения на Авачинский вулкан в память о предпринимателе и меценате Александре Пукало. В 2008 году праздник получил поддержку от региональных властей, а с 2010 года мероприятие получило статус официального краевого праздника. Постепенно праздник стал одним из наиболее узнаваемых брендов Камчатки. В настоящее время мероприятие проводится в рамках реализации краевой госпрограммы «Развитие внутреннего и въездного туризма в Камчатском крае».
В 2017 году праздник «День вулкана» был удостоен премии в области событийного туризма «Russian Event Awards» и признан лучшим туристическим событием, посвящённым Году экологии.

## Программа

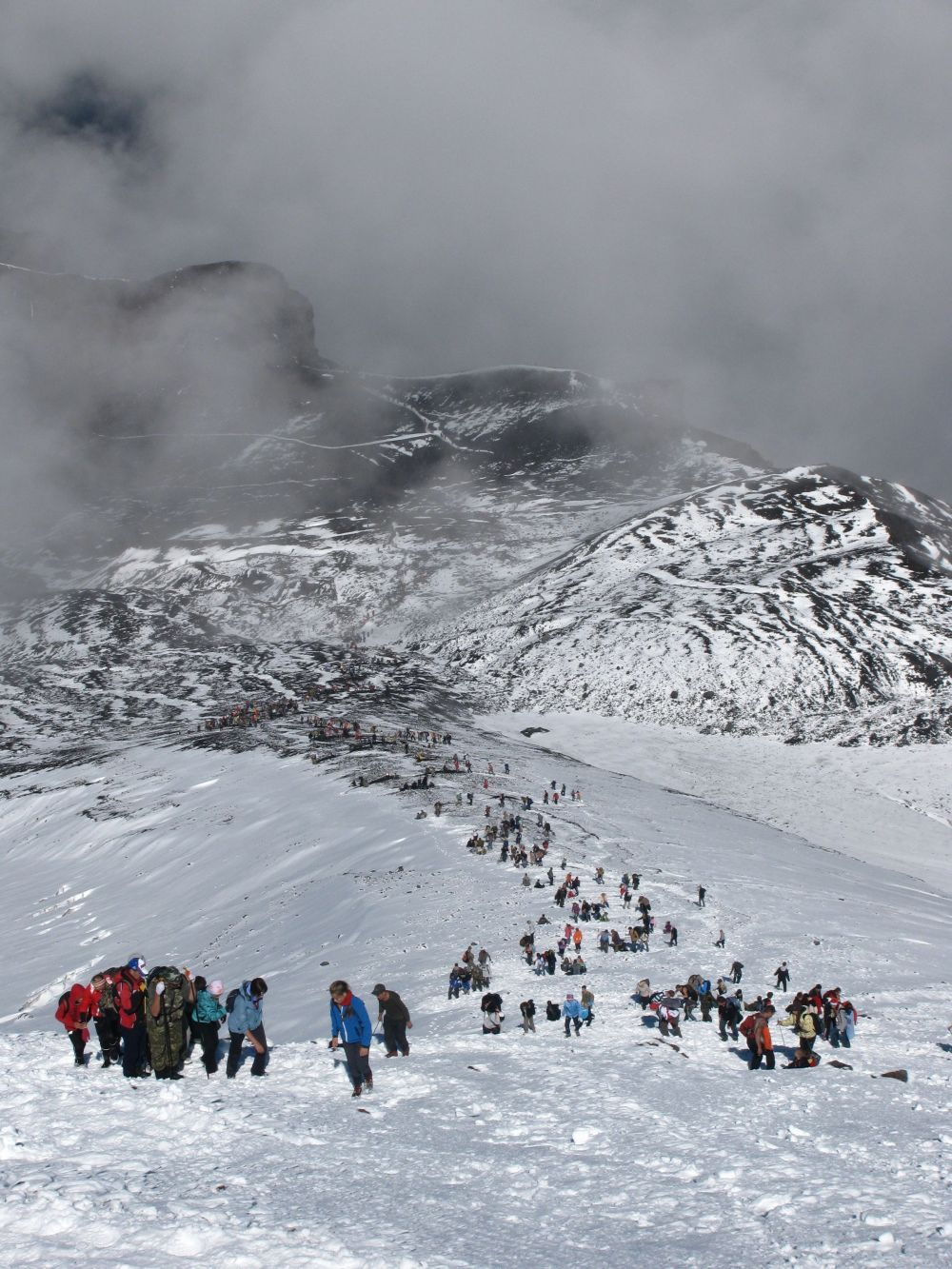
Массовое восхождение на Авачинский вулкан

Программа мероприятия обычно рассчитана на несколько дней.
Мероприятия фестиваля разворачиваются на территории природного парка Налычево, первоначально на площадке у подножья Авачинского вулкана, а с 2017 года также и у подножья Козельского вулкана. По данным организаторов в празднике принимают участие более 10000 человек.
Основным мероприятием праздника является массовое восхождение на Авачинский вулкан. Маршрут проходит по проложенной тропе, не требует специальной подготовки или снаряжения, время подъема составляет 6-8 часов. Ежегодно в восхождении принимает участие до нескольких тысяч человек. Хотя массовое восхождение и является центральным событием праздника, оно может быть и отменено по погодным условиям, если организаторам не удается обеспечить безопасность участников. Восхождение на вулкан предваряется инструктажем, участников сопровождают сотрудники МЧС, все участники застрахованы.
Для тех гостей, кто не хочет и/или не может подниматься на вулкан, предлагается пеший поход на более доступную экструзию Верблюд. Также в программе тематические презентации и лекции от природного парка «Вулканы Камчатки», на территории которого и находится Авачинский вулкан; мастер-классы по сбору вулканического браслета и скрапбукингу, резьбе по кости и дереву, викторины, концертная программа с выступлениями различных творческих коллективов и национальных ансамблей
В рамках фестиваля проходят различные спортивные соревнования: джип-триал, мотоциклетные состязания, в 2018 году в рамках фестиваля прошел этап Кубка России и краевой чемпионат по скайраннингу, проходят показательные выступления спортсменов и мастеров фитнеса и йоги.
С 2018 на площадке у Козельского вулкана в рамках фестиваля действует этнодеревня, гостям предлагают разместиться в ярангах с оленьими шкурами, угоститься блюдами кухни народов Камчатки, выпить чаю из камчатских дикорастущих растений, принять участие в фотосессии в национальных костюмах.
Также в рамках мероприятия проходит экологическая акция по сбору мусора «Я — за чистый вулкан».